# Serjania curassavica
Serjania curassavica là một loài thực vật có hoa trong họ Bồ hòn. Loài này được (L.) Radlk. miêu tả khoa học đầu tiên năm 1875.